# Солонцы (Бурятия)
Солонцы́ — село в Тарбагатайском районе Бурятии. Административный центр сельского поселения «Шалутское».
В селе находится железнодорожная станция Шалуты Восточно-Сибирской железной дороги на южной линии Улан-Удэ — Наушки.

## География
Расположено на правобережье Селенги, на надпойменной террасе в километре от основного русла реки, в 16 км северо-восточнее районного центра, села Тарбагатай, и в 30 км юго-западнее центральной части Улан-Удэ. Кроме железнодорожной линии через село проходит федеральная автомагистраль Р258 «Байкал».

## Население
| 2002 | 2010 |
| ---- | ---- |
| 672  | ↘642 |

## Инфраструктура
Средняя общеобразовательная школа, детский сад, фельдшерско-акушерский пункт, почта.